# Прендоцин (Опольське воєводство)
Прендоцин (пол. Prędocin, нім. Pramsen) — село в Польщі, у гміні Скарбімеж Бжезького повіту Опольського воєводства.
Населення — 209 осіб (2011).
У 1975-1998 роках село належало до Опольського воєводства.

## Демографія
Демографічна структура станом на 31 березня 2011 року:
|          | Загалом | Допрацездатний вік | Працездатний вік | Постпрацездатний вік |
| -------- | ------- | ------------------ | ---------------- | -------------------- |
| Чоловіки | 108     | 18                 | 81               | 9                    |
| Жінки    | 101     | 20                 | 61               | 20                   |
| Разом    | 209     | 38                 | 142              | 29                   |